# Oye (álbum de Aterciopelados)
Oye es el sexto álbum de estudio del grupo colombiano Aterciopelados, publicado en el 2006, siendo el esperado regreso de la banda desde el recopilatorio Evolución.
Este álbum es el primero del grupo bajo el sello de la discográfica Nacional Records y las letras de sus canciones reflejan la percepción del dúo roquero acerca de la actualidad latinoamericana y en especial colombiana, para este disco Héctor Buitrago participa de nuevo como productor rol que ya había ocupado en los últimos álbumes del grupo así como el primer disco de solista de Andrea y su primer Conector.
Con Oye el grupo ganó 2 premios "Nuestra Tierra" como Mejor artista rock del año y Mejor interpretación rock del año, el premio Grammy Latino como Mejor álbum de música alternativa y el premio Lo Nuestro como Álbum rock del año.
Si bien este álbum no es la primera incursión de Aterciopelados en el género Canción de protesta el mismo logró elevar temas propios del género en trabajos como "Don dinero" y "Canción protesta" ; además de incluir destacadas canciones como "Complemento", "Oye mujer", "Insoportable" y "Paces".

## Grabación y Lanzamiento
Tras los trabajos en solitario pero con colaboración mutua de los líderes del grupo Andrea y Héctor anunciaron en septiembre de 2006 su regreso como agrupación tras 4 años de haber lanzado Evolución ahora bajo el sello Nacional Records, confirmando inicialmente el tema "Al parque" la distribución de este trabajo fue realizada por EMI; en cuanto a la grabación el grupo opto por volver a la batería tradicional dejando de lado la programada que estuvo presente en sus últimos discos, lo anterior para darle un sonido más orgánico y similar al de sus primeras entregas,  salió del grupo Alejandro Gomezcaseres como guitarrista principal aunque participó como colaborador en algunas canciones. El nuevo disco fue producido por Héctor y mezclado por Thom Russo (Johnny Cash, Juanes, Kinky).

## Contenido
En "Oye", Aterciopelados regresa a un sonido más alineado con sus inicios como "La Pipa de La Paz". El primer corte de difusión, "Complemento", es una declaración de amor de alguien que ha encontrado a su alma gemela, aquella persona que lo complementa mensaje que se fortalece con la segunda canción del disco "Que te besen" ambos temas cuentan con vídeos muy interesantes el primero es un trabajo de animación 2D y Stop motion, mientras que el segundo una recopilación de vídeos y películas de amor.
El segundo sencillo "Canción protesta" fue un éxito internacional tanto por su melodía como por su letra, fue escogido por Amnistía Internacional para festejar su 60 aniversario, como un tema que busca el rescate de los derechos humanos. Una nueva versión de la canción producida por Andrés Lewin, traducida al inglés, recibe el nombre de "The price of silence" (El precio del silencio) y cuenta con la colaboración de Julieta Venegas, Stephen Marley (hijo de Bob Marley) y Natalie Merchant, entre otros; en este tema se rinde homenaje a los artistas que han contribuido a lo largo de la historia a promover un mensaje de cambio e igualdad.
"Don dinero", el tercer sencillo es una crítica al consumismo e imperialismo en la sociedad el vídeoclip también cuenta con animación de colores e imágenes sobrepuestas de Andrea; "Insoportable" critica la monotonía y los conflictos de pareja, esta última si bien no logró tanta rotación en radio es uno de los mejores temas del grupo, el álbum también trae impreso la marca social y política de Aterciopelados, en temas como "Oye Mujer" y "Paces" este último apareció en la banda sonora del videojuego FIFA 08 y retiene algo del sonido propio de la cumbia colombiana que el grupo había empleado en sus dos últimos álbumes; el cuarto sencillo "Al parque", es un homenaje al festival musical Rock al Parque donde se hace mención a los grandes grupos y artistas que han participado del evento a lo largo de la historia.
Otros temas como "Panal", "Fan #1" o "Majestad" tienen un sonido y letras más orientadas a la paz y el gozo muy parecidas a los temas de su último trabajo Gozo Poderoso.

## Crítica y reconocimientos
Una vez más Aterciopelados logró ingresar con éxito al mercado estadounidense el crítico Ernesto Lechner de Chicago Tribune consideró el retorno del dúo como uno de los más grandes del rock latino de los últimos años, Chicago Sun-Times lo posicionó como el disco más relevante de la música latina en 2006 por encima de varios artistas de gran acogida entre el público latino, Ed Morales Newsday, de New York, ubicó al disco en el número 9 de su top latino. El Nuevo Herald, por su parte, celebró que la espera por lo nuevo del dúo había valido la pena, y el Illinois Entertainer les dio el cuarto lugar en su lista de música del mundo.
Por este álbum el grupo sería nominado en los Grammy Latinos en las categorías de mejor álbum alternativo, y mejor canción alternativa, por Complemento. logrando el primero y obtendrían una nueva nominación en los premios MTV latino a Mejor artista central. En 2007 son nombrados como embajadores en la lucha contra el maltrato a la mujer y "Guardianes de Paz" por Amnistía internacional.

## Giras
La primera presentación confirmada fue su regreso a Rock al Parque en 2006, varios conciertos por Colombia destacando la participación en el Concierto por los derechos de la Mujer y dos giras por Estados Unidos visitando Miami, New York, Chicago, Anaheim, San Diego y Los Ángeles, entre otros. al regreso de su gira presentaron el 12 y 13 de junio el repertorio completo del nuevo disco en el Teatro Colsubsidio Participan en el Concierto en Pro del Acuerdo Humanitario,  regresan en 2007 para cerrar Rock al Parque siendo homenajeados y finalmente se presentan como abanderados de Colombia en la Feria del Libro de Guadalajara.

## Lista de canciones
| Oye   |                    |                |          |  |
| N.º   | Título             | Escritor(es)   | Duración |  |
| 1.    | «Complemento»      | Aterciopelados | 2:49     |  |
| 2.    | «Que te besen»     | Aterciopelados | 4:12     |  |
| 3.    | «Don Dinero»       | Aterciopelados | 4:06     |  |
| 4.    | «Canción protesta» | Aterciopelados | 3:03     |  |
| 5.    | «Oye mujer»        | Aterciopelados | 3:51     |  |
| 6.    | «Insoportable»     | Aterciopelados | 3:46     |  |
| 7.    | «Paces»            | Aterciopelados | 4:38     |  |
| 8.    | «Panal»            | Aterciopelados | 3:41     |  |
| 9.    | «Al parque»        | Aterciopelados | 4:17     |  |
| 10.   | «Fan #1»           | Aterciopelados | 4:07     |  |
| 11.   | «Majestad»         | Aterciopelados | 1:31     |  |
| 12.   | «Cruz de sal»      | Aterciopelados | 3:27     |  |
| 13.   | «Improviso»        | Aterciopelados | 1:33     |  |
| 45:01 |                    |                |          |  |

## Videoclips
- «Complemento»
- «Que te besen»
- «Don dinero»
- «Canción protesta»
- «Al parque»

## Músicos
- Andrea Echeverri: Voz, guitarra rítmica
- Héctor Buitrago: Bajo, coros, guitarra
- Mauricio Montenegro: Batería
- Camilo Velásquez: Guitarra y coros
- Urian Sarmiento: Flauta, gaita, maracas, melódica, percusión, tabla, voces

Músicos colaboradores
- Alejandro Gómez-Cáceres: Guitarra
- Ronald Nieto: Trompeta
- John Cardona: Guitarras
- Mauricio Jaramillo, Milagros Jaramillo, Martina Camargo: Coros
- José María: Coros
- Thom Russo: Mezcla